# Wedding Bell Blues (Beverly Hills, 90210)
Wedding Bell Blues is de achtentwintigste aflevering van het tweede seizoen van het tienerdrama Beverly Hills, 90210, die voor het eerst werd uitgezonden op 7 mei 1992.

## Verhaal
Wanneer Jim Brenda en Dylan ophaalt bij de grens, is hij te razend om ook maar iets te zeggen. Die avond verbiedt hij Dylan om nog maar ooit om te gaan met Brenda. Brenda heeft het al zwaar genoeg met de huisarrest die zowel zij als haar broer Brandon vanwege zijn medeplichtigheid heeft, maar krijgt het zwaarder wanneer Dylan op school zegt haar minder te willen zien.
Een gekwetste Brenda reageert zich af op Kelly, die Brenda op dat moment vertelt dat zij ook emotioneel is omdat Jake niet met haar als date wilde gaan naar de trouwerij van haar moeder. Kelly wordt boos en beledigt haar.
Wanneer de waterleidingen vlak voor de bruiloft kapot gaan bij de familie Taylor, stelt Brandon voor dat hij kan vragen of het bij de familie Walsh kan gehouden worden. Als hij het aan zijn ouders vraagt, reageren ze allebei terughoudend. Op dat moment belt Jackie, waarna Cindy toegeeft aan de wensen.
Terwijl Andrea er niet overheen kan komen dat ze niet uitgenodigd is voor de bruiloft en zich afvraagt wie nou werkelijk haar echte vrienden zijn, probeert Brenda haar ouders ervan te overtuigen om Dylan nog een kans te geven, aangezien Dylan vertelde niet naar de bruiloft te komen omdat Jim er ook zal zijn. Cindy schrijft een brief naar Dylan, waarin ze vraagt of hij over zijn trots wil heenstappen en het proberen goed te maken met Jim.
Als Kelly op de bruiloft met David danst, vertelt ze hem dat ze hem steeds meer een aardige jongen begint te vinden. Ze wordt onderbroken door Jake, die toch heeft besloten om te komen. Later wordt in een dialoog tussen Dylan en Jake duidelijk dat hij zijn vriendinnen slecht behandelt en nooit lang op dezelfde plek blijft.
Wanneer Dylan op de ochtend van de bruiloft naar de familie Walsh komt, maakt Jim duidelijk dat hij vindt dat Dylan een slechte invloed heeft op Brenda. Brenda confronteert haar vader met zijn strenge manier van aanpak, waarna Jim het probeert goed te maken op de bruiloft. Hier geeft Dylan toe dat de familie Walsh de enige mensen waren die hij echt vertrouwde. Hij accepteert Jims excuses niet en gaat door het lint. Boos vertrekt hij, vlak nadat Jackie en Mel elkaar het ja-woord hebben gegeven. Brenda denkt dat dit de schuld is van haar vader.

## Rolverdeling
- Jason Priestley - Brandon Walsh
- Shannen Doherty - Brenda Walsh
- Jennie Garth - Kelly Taylor
- Ian Ziering - Steve Sanders
- Gabrielle Carteris - Andrea Zuckerman
- Luke Perry - Dylan McKay
- Brian Austin Green - David Silver
- Tori Spelling - Donna Martin
- Carol Potter - Cindy Walsh
- James Eckhouse - Jim Walsh
- Grant Show - Jake Hanson
- Ann Gillespie - Jackie Taylor
- Matthew Laurance - Mel Silver
- Joe E. Tata - Nat Bussichio
- Lewis Arquette - Priester
- Denise Richards - Robin McGill